# Teodora (esposa de Romano I)
Teodora Lecapena foi imperatriz-consorte bizantina e esposa do imperador Romano I Lecapeno.

## Imperatriz
Suas origens e seu passado são desconhecidos. Ela se tornou a sogra de Constantino VII em maio ou junho de 919 ao casar o jovem imperador com sua filha, Helena Lecapena. Seu marido, Romano, era drungário (almirante) da Marinha bizantina e serviu como regente de seu genro.
Romano foi proclamado basileopátor ("pai do imperador") por ocasião de seu casamento. Em setembro de 920 ele foi também investido como césar. Em 17 de dezembro de 920, Romano foi coroado coimperador e, de fato, se tornou o mais sênior dos dois imperadores associados. Teodora foi então coroada como augusta em janeiro de 921. Ela permaneceu na posição até a sua morte, um ano depois.

## Segunda esposa
Ela é a única esposa de Romano I mencionada nas fontes primárias e é tradicionalmente considerada a mãe de todos os seus filhos legítimos. Porém, há um debate se ela teria sido apenas a sua segunda esposa.
Simeão Metafrástes identifica um certo mestre Nicetas como sendo sogro de Romano I. Isso poderia poderia significar que ele era pai de Teodora. Porém, Nicetas é conhecido em outras crônicas como sendo o pai de Sofia, a esposa de Cristóvão Lecapeno, o filho mais velho de Romano. A referência é geralmente ignorada como sendo um erro de Simeão. Porém, "Familles Byzantines" (1975) de Jean-François Vannier interpreta o comentário como sendo correto e que tanto o pai quanto o filho teriam se casado com filhas de Nicetas. Isso significaria que Teodora não poderia ser a mãe de Cristóvão, pois seu filho jamais se casaria com a irmã. A tese termina concluindo que Cristóvão seria o filho de um casamento anterior e que Teodora seria a segunda esposa de Romano.

## Prole
Seus filhos com Romano são:
- Cristóvão Lecapeno, coimperador entre 921 e 931, que foi casado com a augusta Sofia e foi o pai de Maria (renomeada para Irene), que se casou com Pedro I da Bulgária; o filho de Cristóvão, Miguel Lecapeno, pode ter sido associado ao avô como coimperador.
- Estêvão Lecapeno, coimperador entre 924 e 945, morto em 967.
- Constantino Lecapeno, coimperador entre 924 e 945, morto em 946.
- Teofilacto Lecapeno, patriarca de Constantinopla entre 933 e 956.
- Helena Lecapena, que se casou com o imperador Constantino VII.
- Ágata Lecapena, que se casou com Romano Argiro. O neto dos dois foi o imperador Romano III Argiro.